# Sofia Kenin
Sofia Anna „Sonya” Kenin (n. 14 noiembrie 1998, Moscova, Rusia) este o jucătoare profesionistă de tenis din Statele Unite ale Americii, câștigătoare a turneului de Grand Slam Australian Open în 2020. Cea mai bună clasarea a sa la simplu a fost locul 4 WTA (9 martie 2020). A fost Jucătoarea Anului 2020, un premiu obținut după ce a câștigat Australian Open 2020 și a fost finalistă la French Open 2020. Kenin a câștigat alte patru titluri de simplu și două de dublu pe Circuitul WTA, inclusiv China Open 2019, turneu de categorie WTA 1000, alături de Bethanie Mattek-Sands.

## Finale de Grand Slam

### Simplu: 1 (1–0)
| Rezultat  | An   | Turneu          | Suprafață | Oponent          | Scor          |
| --------- | ---- | --------------- | --------- | ---------------- | ------------- |
| Campioană | 2020 | Australian Open | Ciment    | Garbiñe Muguruza | 4–6, 6-2, 6-2 |

## Viața personală
Părinții ei sunt din Rusia și au emigrat în SUA când Sofia avea câteva luni. 

## Legături externe
- en Site oficial
- Sofia Kenin la Women's Tennis Association
- Sofia Kenin la International Tennis Federation
- Sofia Kenin pe site-ul Fed Cup